# Синайский служебник
Синайский служебник — три листа старославянского глаголического текста, содержащие перевод греческого литургического служебника. Входили в состав обнаруженного в монастыре Святой Екатерины на горе Синай сборника, увезены Порфирием (Успенским) и Н. П. Крыловым в Россию.
Ныне два листа хранятся в Российской национальной библиотеке в Санкт-Петербурге, шифр Глаг. 2, третий — в Библиотеке Академии наук в Санкт-Петербурге, шифр 24,4. 8.
Относительно изданий памятника, особенностей почерка и языка см. статью «Синайский евхологий».